# Elateroidea
Elateroidea là một liên họ bọ cánh cứng.

## Các họ
- Anischiidae
- Artematopodidae Lacordaire, 1857 – soft-bodied plant beetles (= Eurypogonidae)
- Brachypsectridae Leconte & Horn, 1883 – Texas beetles
- Cantharidae – soldier beetles
- Cerophytidae – rare click beetles
- Drilidae Blanchard, 1845
- Elateridae – click beetles (bao gồm Ampedidae, Dicronychidae, Lissomidae, Prosternidae, Protelateridae, Pyrophoridae, Synaptidae)
- Eucnemidae Eschscholtz, 1829 – false click beetles (bao gồm Perothopidae)
- Lampyridae – firefly beetles
- Lycidae – net-winged beetles
- Omalisidae Lacordaire, 1857 (= Homalisidae, Omalysidae)
- Omethidae LeConte, 1861 – false firefly beetles
- Phengodidae LeConte 1861 – glowworm beetles (bao gồm Telegeusidae)
- Plastoceridae Crowson, 1972
- Podabrocephalidae Pic, 1930
- Rhagophthalmidae (sometimes in Phengodidae, might belong in Lampyridae)
- Rhinorhipidae Lawrence, 1988
- Throscidae Laporte, 1840 – false metallic wood-boring beetles (= Balgidae, Trixagidae)

## Hình ảnh

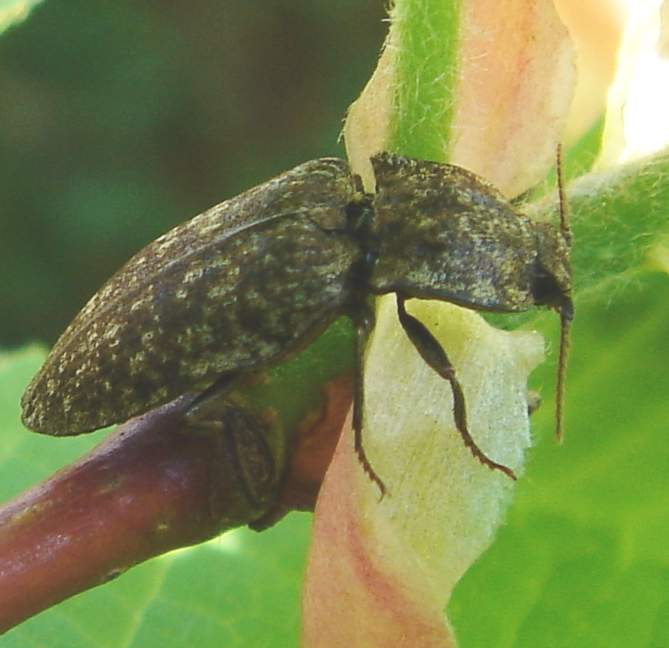
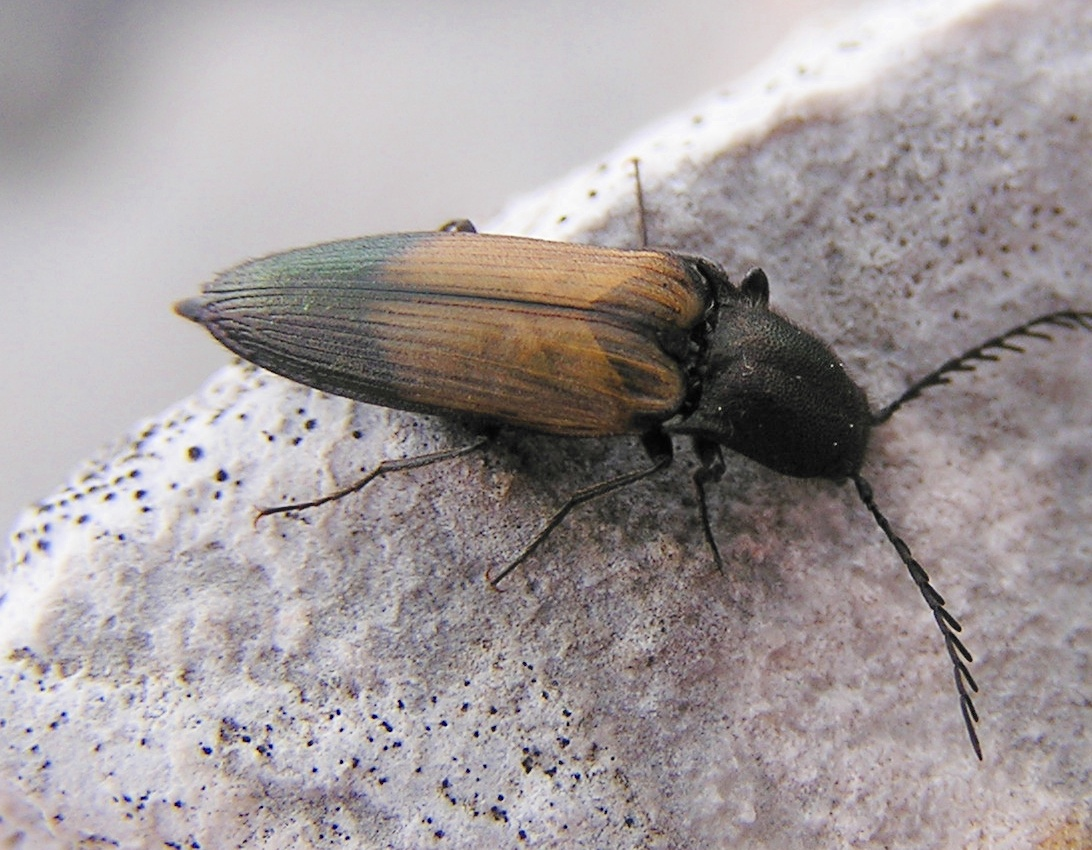
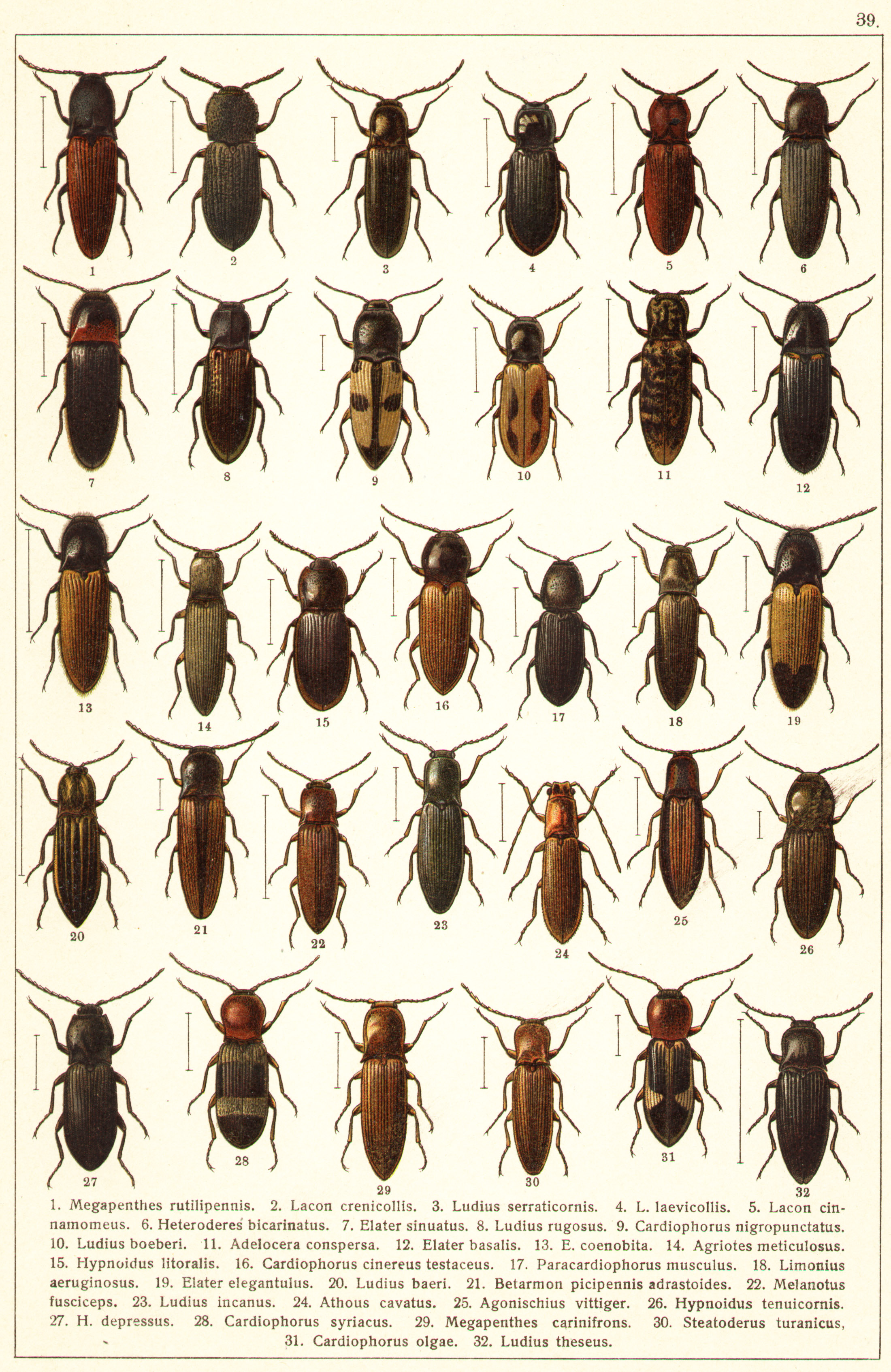
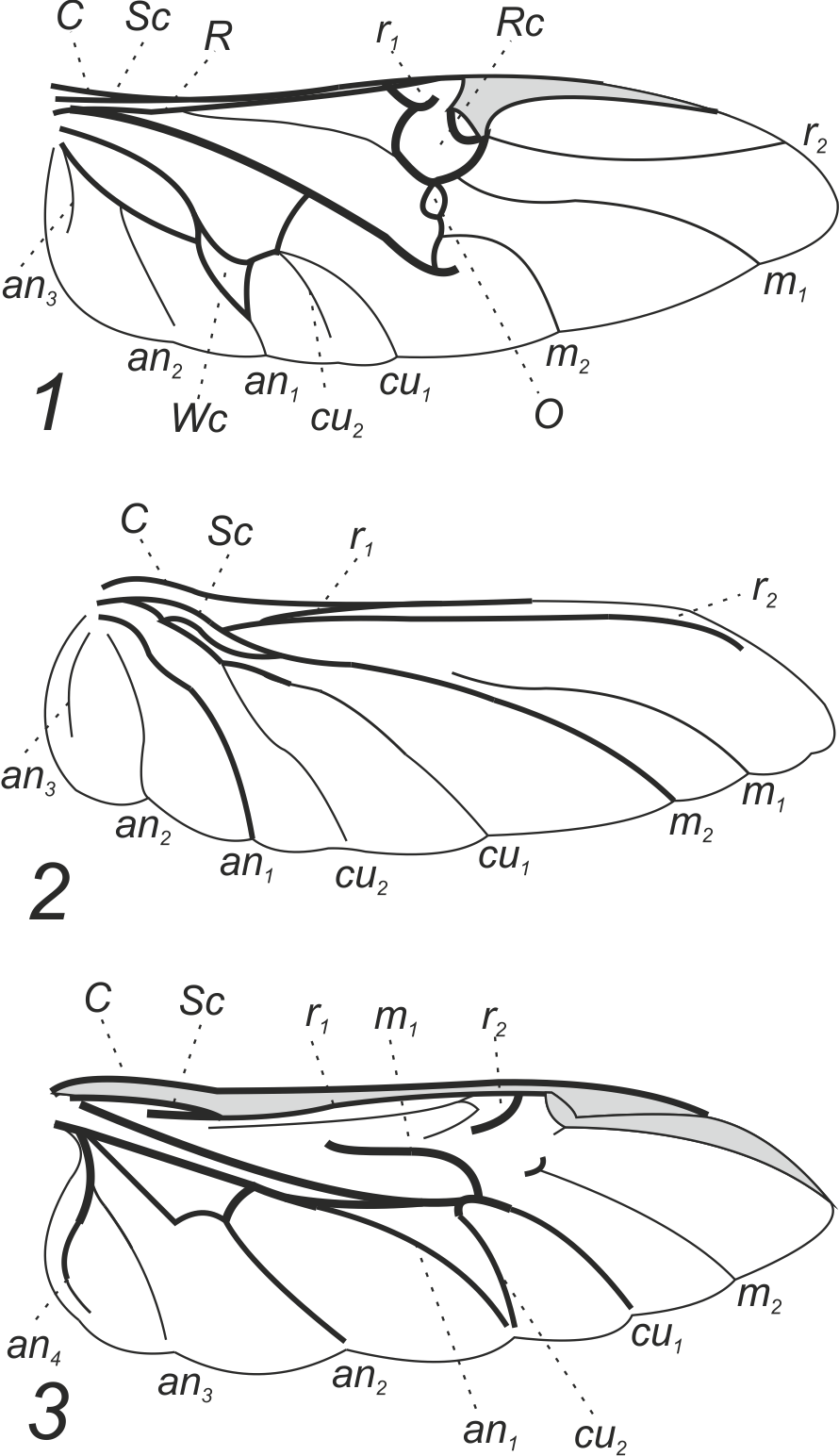